# Neuroleon (Neuroleon) distichus
Neuroleon (Neuroleon) distichus is een insect uit de familie van de mierenleeuwen (Myrmeleontidae), die tot de orde netvleugeligen (Neuroptera) behoort. 
Neuroleon (Neuroleon) distichus is voor het eerst wetenschappelijk beschreven door Navás in 1903.